# Hochplatte (Tegernseer Berge)
Die Hochplatte ist ein 1592 m ü. NHN hoher Wiesengipfel, der dem Massiv von Roß- und Buchstein nordwestlich vorgelagert ist und von diesen auf dem Weg zum Seekarkreuz überschritten werden kann. Die Hochplatte erhebt sich 9 Kilometer südwestlich des Tegernsees auf dem Gebiet von Lenggries. Sie gehört zu den Tegernseer Bergen und mit diesen zu den Bayerischen Voralpen.

## Alpinismus
Der Berg, der gute Nahblicke auf Roß- und Buchstein sowie auf den Kampen bietet, wird von der Roßsteinalm über den Grat in einer Viertelstunde erreicht.